# Вельтман, Михаил Лазаревич
Михаил Лазаревич Вельтман (псевдонимы Михаил Па́влович Павло́вич (Волонтер); при рождении Моисей Лейзерович Вельтман; 13 [25] марта 1871, Одесса — 19 июня 1927, Москва) — российский публицист, историк-востоковед, революционер, социал-демократ, военный корреспондент.

## Биография
Родился одним из двенадцати детей в образованной еврейской семье: отец, тираспольский мещанин Лейзер Бурихович Вельтман (1834 — 2 апреля 1902), был служащим в хлебной конторе, увлекался еврейской и русской литературой; мать — Двойра Абрамовна Вельтман (1849 — 26 декабря 1919) окончила пансион и владела несколькими иностранными языками. Окончил гимназию в Елисаветграде.

Могила Михаила Лазаревича Вельтмана (Павловича) на Новодевичьем Кладбище

Учился на юридическом факультете Новороссийского университета. Участвовал в социал-демократическом движении. В 1898 году вступил в РСДРП. Дважды арестован (1894, 1906). Отбывал 5-летнюю ссылку в Верхоянске, Колымский край. В 1899—1901 годах жил в Кишинёве. В 1902—1906 годах жил за рубежом. После II съезда РСДРП (1903) примкнул к меньшевикам. В Париже с 1907 года. Военный корреспондент газеты «The Day» (США), сотрудник журнала «La Revue Politique Internationale» (Франция). Печатался в «Искре», «Нашей заре», «Современном мире», «Современнике», «Северных записках». Первая работа — брошюра «Что доказала англо-бурская война? (Регулярная армия и милиция в современной обстановке)» (Одесса, 1901).
В 1910 году прочел курс лекций для рабочих во фракционной школе группы «Вперед» в Болонье.

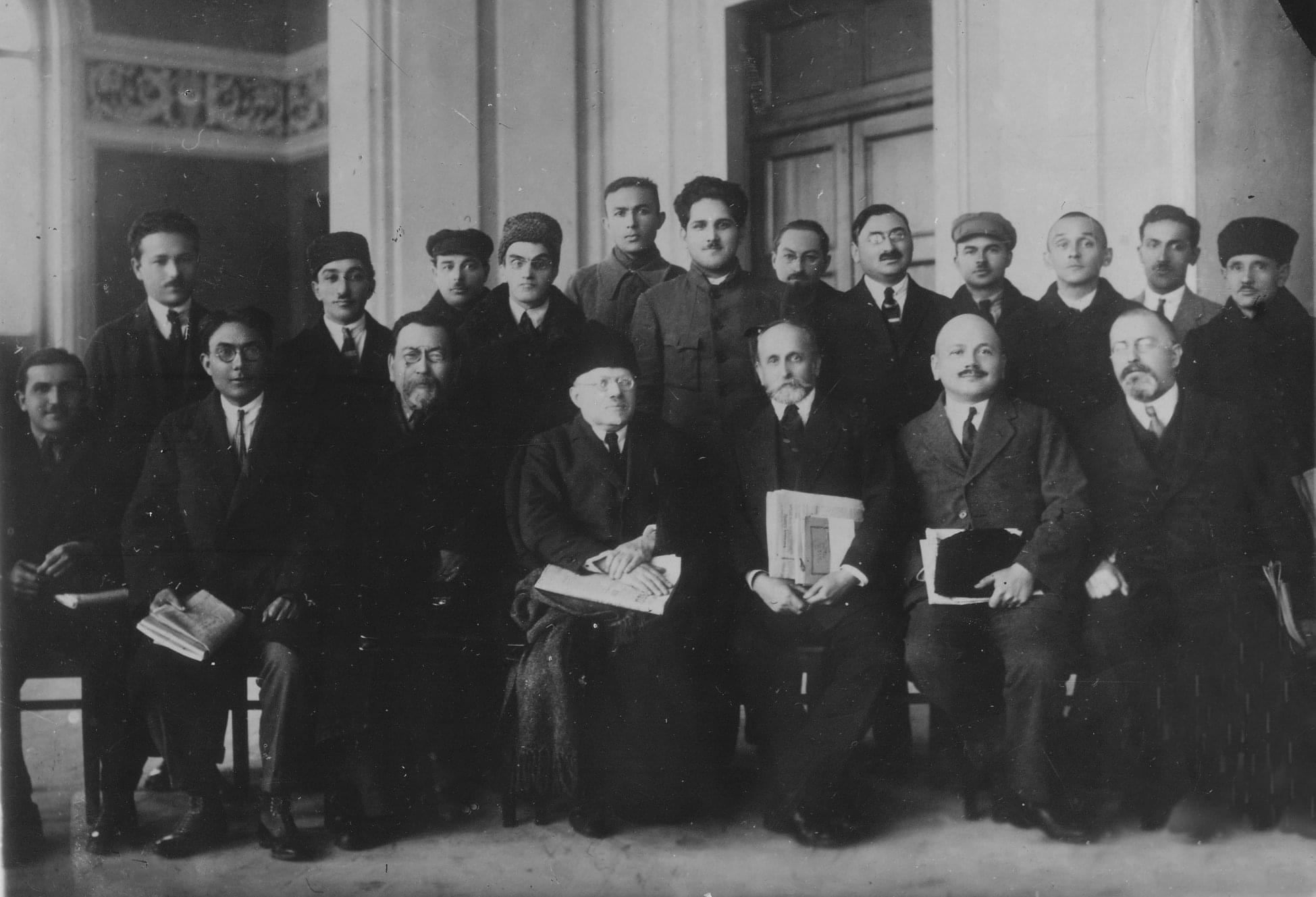
М. Вельтман (сидит 4-й справа) среди участников Первого Всесоюзного тюркологического съезда (Баку, 1926 г.)

Вернулся в Россию летом 1917 года. После Октябрьской революции работал в Наркоминделе РСФСР. В 1918 году вступил в РКП(б), назначен председателем Главного комитета государственных сооружений РСФСР. В 1919—1920 годах — уполномоченный РВСР на Южном фронте.
В 1920 году организовал проведение 1-го съезда народов Востока, на котором был избран в Совет действия и пропаганды. В 1921 году избран руководителем Всероссийской научной организации востоковедов. В 1921—1923 годах — член коллегии Наркомнаца. Один из создателей и ректор Московского института востоковедения, внёс большой вклад в развитие советского востоковедения. Его труды «оказали большое влияние на формирование первого поколения сов. востоковедов», — отмечает Советская историческая энциклопедия. Создатель и редактор журнала «Новый Восток» (выходил в 1922—1930). В 1926 году вошёл в первую редколлегию журнала «Историк-марксист».
Умер 19 июня 1927 года от рака бронхов.

## Семья
18 мая 1908 года в Одессе заключил брак с Полиной Иеремиевной Коган (1876—?), дочерью ковенского мещанина.

## Произведения
- Русско-японская война. Причины, ход и последствия. — СПб, 1905.
- Великие железнодорожные и морские пути будущего. // Современник, кн. III, 1913.
- Основы империалистической политики и мировая война. Книга I. Часть 1. Империализм и борьба за великие железнодорожные и морские пути будущего. — М.: Государственное издательство, 1922. — 161 с.
- Павлович М. П. Мировая война 1914—1918 гг. и грядущие войны. — Изд.2. — М., 2015. — 344 с.